# Blue Mound Township (comté de Vernon, Missouri)
Pour les articles homonymes, voir Blue Mound Township.
Blue Mound Township est un township, situé dans le comté de Vernon, dans le Missouri, aux États-Unis,.
Le township est baptisé en référence au sommet de Blue Mound (en).

### Source de la traduction
- (en) Cet article est partiellement ou en totalité issu de l’article de Wikipédia en anglais intitulé « Blue Mound Township, Vernon County, Missouri » (voir la liste des auteurs).